# Форейда (город, Миннесота)
Форейда (англ. Forada) — город в округе Дуглас, штат Миннесота, США. На площади 1,4 км² (1,4 км² — суша, водоёмов нет), согласно переписи 2002 года, проживают 197 человек. Плотность населения составляет 143,1 чел./км².
- FIPS-код города — 27-21608[1]
- GNIS-идентификатор — 0643791[2]